# Fort Columbia Historical State Park

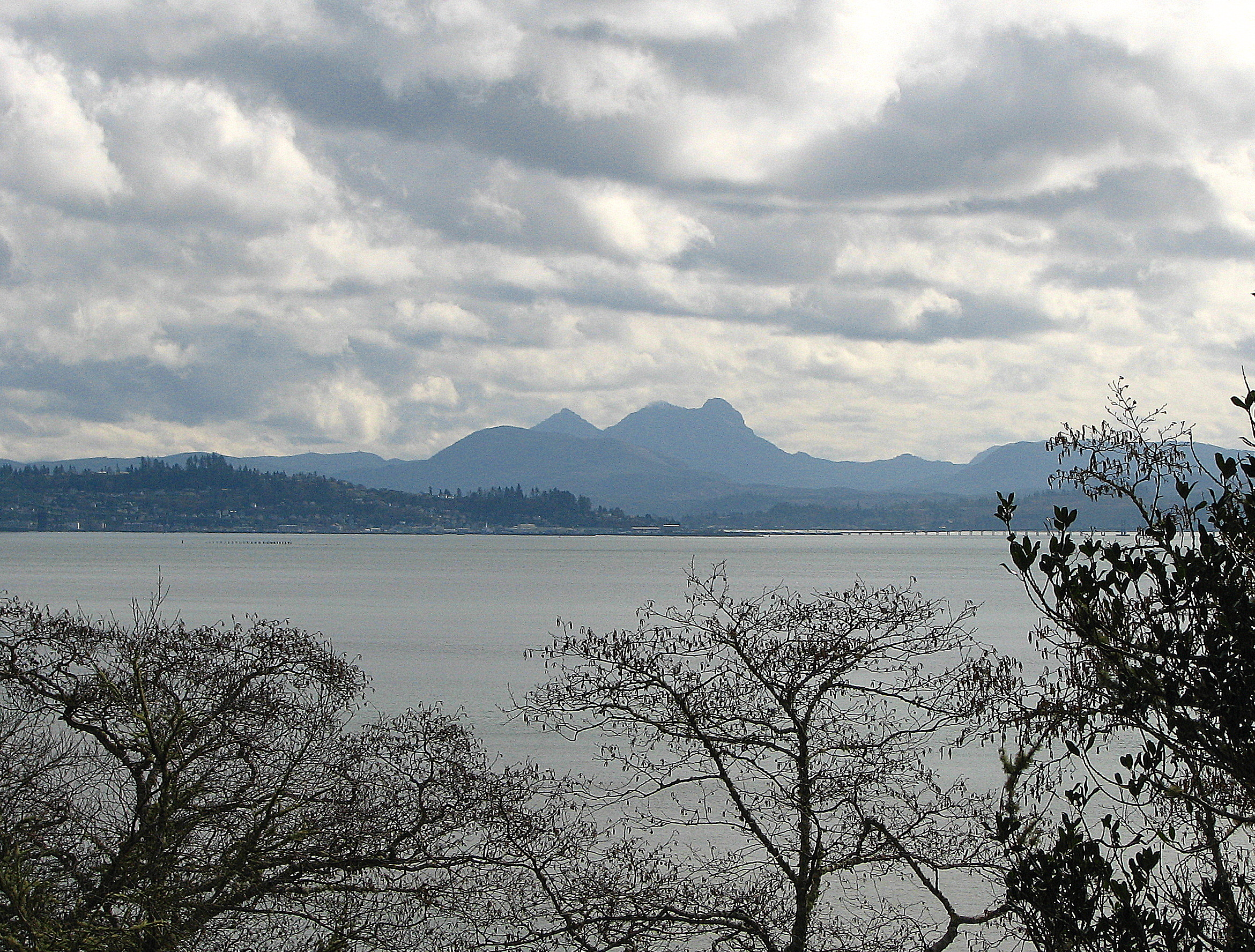
Blick vom Chinook Point neben den Geschützstellungen des Forts über den Columbia River nach Astoria

Fort Columbia Historical State Park ist ein 240 Hektar großer State Park in Chinook im US-Bundesstaat Washington. Der State Park umfasst das Gelände der historischen Küstenbefestigung Fort Columbia.

## Geschichte
Das Gelände von Fort Columbia gehörte zu den Chinook-Indianern und war Heimat des Häuptlings Comcomly. Fort Columbia wurde als Küstenbefestigung als Teil des nach dem damaligen Kriegsministers Endicott benannten Bauprogramms errichtet. Als Ergänzung zu Fort Stevens und Fort Canby wurde es 1896 bis 1904  am nördlichen Flussufer des Columbia River erbaut. Zusammen mit den beiden anderen Forts bildete es die Küstenbefestigung der Mündung des Columbia River. Das Fort diente bis 1947 als militärische Einrichtung, dann wurde es aufgegeben und dient seit 1950 als State Park.

## Anlage

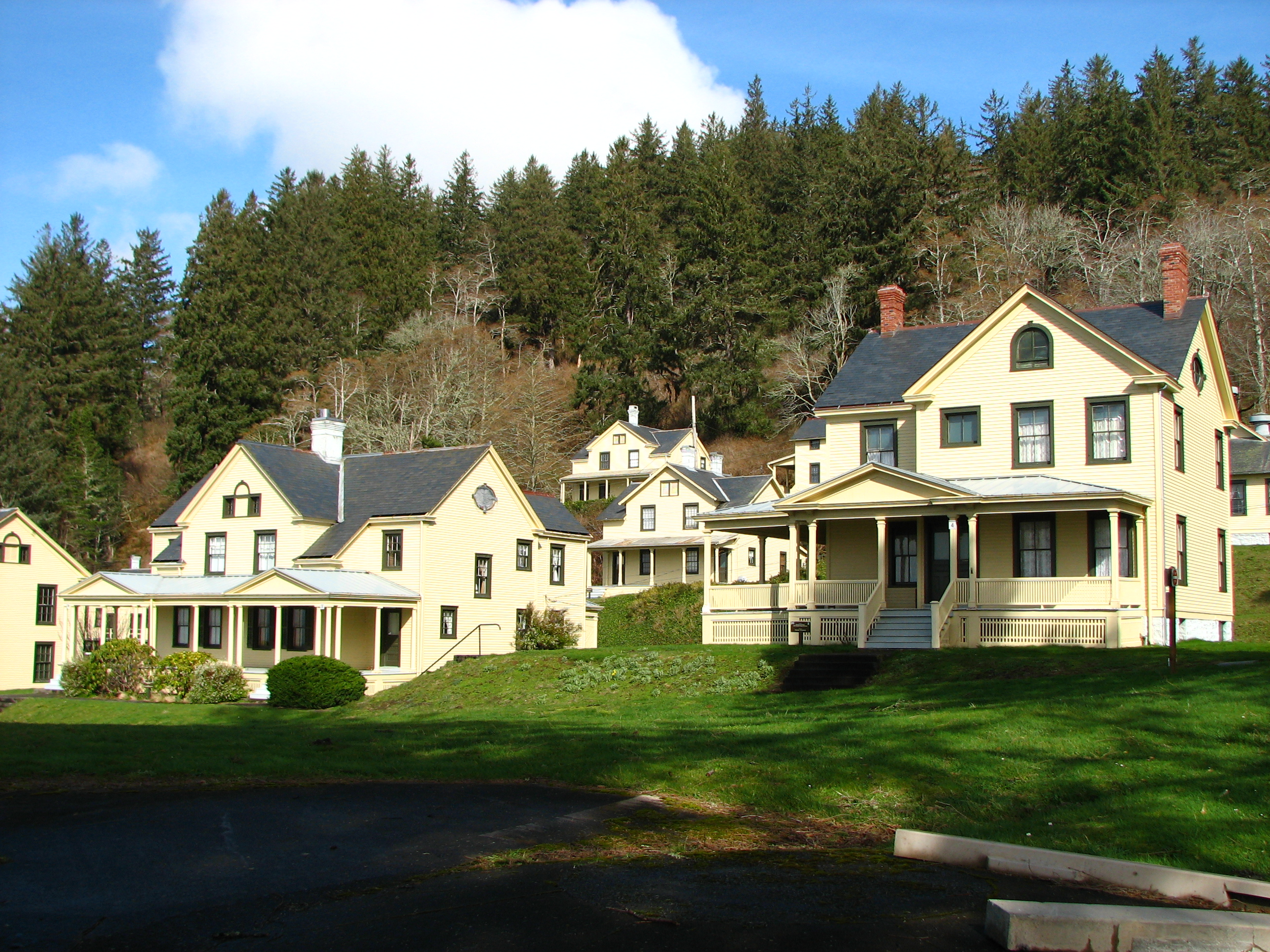
Häuser der Garnison

Das kleine, aber strategisch bedeutende Fort wurde auf einem Hügel am Chinook Point errichtet, der einen ungehinderten Blick und freies Schussfeld über die Mündung des Columbia bietet. Die Hauptbatterie, Battery Ord genannt, wurde 1898 errichtet und bestand aus drei 20,3 cm-Geschützen. 1917 wurden die Geschütze an die Westfront nach Frankreich geschickt und nach Kriegsende nicht wieder eingebaut. Weitere Batterien waren Battery Murphy mit zwei 15,2 cm-Geschützen und Battery Crenshaw mit drei 7,6 cm-Geschützen, die unter anderem die im Verteidigungsfall anzulegenden Minensperren im Columbia decken sollten. Die Aufgabe, die Mündung des Columbia im Verteidigungsfall zu verminen, übernahm Fort Columbia 1937 von Fort Stevens. Hierfür wurde am Ufer des Columbia ein Minenbunker gebaut. Nach dem Angriff auf Fort Stevens wurde 1942 eine neue Geschützstellung, Battery 246 mit zwei 15,2 cm-Geschützen errichtet.

## Heutiger Zustand
Fort Columbia ist eine der wenigen weitgehend erhaltenen Küstenbefestigungen in den USA. Zwölf historische Holzgebäude des Forts stehen heute noch auf dem Gelände. Dazu kommen die Geschützstellungen und die dazugehörigen Bunker. Battery 246 wurde 1994 wieder mit zwei Geschützen versehen, die zwar von einer anderen Küstenbefestigung stammen, aber baugleich mit den früher in Fort Columbia aufgestellten Geschützen sind. Der Highway 101 verläuft durch einen Tunnel unter dem State Park entlang.